# Golden Globe Awards 2001
Die 58. Verleihung der Golden Globe Awards fand am 21. Januar 2001 statt.

## Nominierungen und Gewinner im Bereich Film

### Bester Film – Drama
Gladiator – Regie: Ridley Scott
- Billy Elliot – I Will Dance (Billy Elliot) – Regie: Stephen Daldry
- Die WonderBoys (Wonder Boys) – Regie: Curtis Hanson
- Ein Hauch von Sonnenschein (Sunshine) – Regie: István Szabó
- Erin Brockovich – Regie: Steven Soderbergh
- Traffic – Macht des Kartells (Traffic) – Regie: Steven Soderbergh

### Bester Film – Musical/Komödie
Almost Famous – Fast berühmt (Almost Famous) – Regie: Cameron Crowe
- Best in Show – Regie: Christopher Guest
- Chicken Run – Hennen rennen (Chicken Run) – Regie: Peter Lord, Nick Park
- Chocolat – Ein kleiner Biss genügt (Chocolat) – Regie: Lasse Hallström
- O Brother, Where Art Thou? – Regie: Ethan und Joel Coen

### Beste Regie
Ang Lee – Tiger and Dragon (Wòhǔ Cánglóng)
- Stephen Daldry – Billy Elliot – I Will Dance (Billy Elliot)
- Ridley Scott – Gladiator
- Steven Soderbergh – Erin Brockovich
- Steven Soderbergh – Traffic – Macht des Kartells (Traffic)

### Bester Darsteller – Drama
Tom Hanks – Cast Away – Verschollen (Cast Away)
- Javier Bardem – Bevor es Nacht wird (Before Night Falls)
- Russell Crowe – Gladiator
- Michael Douglas – Die WonderBoys (Wonder Boys)
- Geoffrey Rush – Quills – Macht der Besessenheit (Quills)

### Beste Darstellerin – Drama
Julia Roberts – Erin Brockovich
- Joan Allen – Rufmord – Jenseits der Moral (The Contender)
- Ellen Burstyn – Requiem for a Dream
- Björk Guðmundsdóttir – Dancer in the Dark
- Laura Linney – You Can Count on Me

### Bester Darsteller – Musical/Komödie
George Clooney – O Brother, Where Art Thou?
- Jim Carrey – Der Grinch (How the Grinch Stole Christmas)
- John Cusack – High Fidelity
- Robert De Niro – Meine Braut, ihr Vater und ich (Meet the Parents)
- Mel Gibson – Was Frauen wollen (What Women Want)

### Beste Darstellerin – Musical/Komödie
Renée Zellweger – Nurse Betty
- Juliette Binoche – Chocolat – Ein kleiner Biss genügt (Chocolat)
- Brenda Blethyn – Grasgeflüster (Saving Grace)
- Sandra Bullock – Miss Undercover (Miss Congeniality)
- Tracey Ullman – Schmalspurganoven (Small Time Crooks)

### Bester Nebendarsteller
Benicio del Toro – Traffic – Macht des Kartells (Traffic)
- Jeff Bridges – Rufmord – Jenseits der Moral (The Contender)
- Willem Dafoe – Shadow of the Vampire
- Albert Finney – Erin Brockovich
- Joaquín Phoenix – Gladiator

### Beste Nebendarstellerin
Kate Hudson – Almost Famous – Fast berühmt (Almost Famous)
- Judi Dench – Chocolat – Ein kleiner Biss genügt (Chocolat)
- Frances McDormand – Almost Famous – Fast berühmt (Almost Famous)
- Julie Walters – Billy Elliot – I Will Dance (Billy Elliot)
- Catherine Zeta-Jones – Traffic – Macht des Kartells (Traffic)

### Bestes Drehbuch
Stephen Gaghan – Traffic – Macht des Kartells (Traffic)
- Cameron Crowe – Almost Famous – Fast berühmt (Almost Famous)
- Steven Kloves – Die WonderBoys (Wonder Boys)
- Kenneth Lonergan – You Can Count on Me
- Doug Wright – Quills – Macht der Besessenheit (Quills)

### Beste Filmmusik
Lisa Gerrard, Hans Zimmer – Gladiator
- Tan Dun – Tiger and Dragon (Wòhǔ Cánglóng)
- Maurice Jarre – Ein Hauch von Sonnenschein (Sunshine)
- Ennio Morricone – Der Zauber von Malèna (Malèna)
- Rachel Portman – Chocolat – Ein kleiner Biss genügt (Chocolat)

### Bester Filmsong
„Things Have Changed“ aus Die WonderBoys (Wonder Boys) – Bob Dylan
- „I've Seen It All“ aus Dancer in the Dark – Björk Guðmundsdóttir, Sjón Sigurdsson, Lars von Trier
- „My Funny Friend and Me“ aus Ein Königreich für ein Lama (The Emperor’s New Groove) – David Hartley, Sting
- „One in a Million“ aus Miss Undercover (Miss Congeniality) – Bosson
- „When You Come Back to Me Again“ aus Frequency – Garth Brooks, Jenny Yates

### Bester fremdsprachiger Film
Tiger and Dragon (Wòhǔ Cánglóng), Taiwan – Regie: Ang Lee
- Amores Perros, Mexiko – Regie: Alejandro González Iñárritu
- Der Zauber von Malèna (Malèna), Italien – Regie: Giuseppe Tornatore
- Die Witwe von Saint-Pierre (La Veuve de Saint-Pierre), Frankreich – Regie: Patrice Leconte
- 100 Schritte (I cento passi), Italien – Regie: Marco Tullio Giordana

## Nominierungen und Gewinner im Bereich Fernsehen

### Beste Fernsehserie – Drama
The West Wing – Im Zentrum der Macht (The West Wing)
- CSI: Den Tätern auf der Spur (CSI: Crime Scene Investigation)
- Die Sopranos (The Sopranos)
- Emergency Room – Die Notaufnahme (ER)
- Practice – Die Anwälte (The Practice)

### Bester Darsteller in einer Fernsehserie – Drama Series
Martin Sheen – The West Wing – Im Zentrum der Macht (The West Wing)
- Andre Braugher – Gideon’s Crossing
- James Gandolfini – Die Sopranos (The Sopranos)
- Rob Lowe – The West Wing – Im Zentrum der Macht (The West Wing)
- Dylan McDermott – Practice – Die Anwälte (The Practice)

### Beste Darstellerin in einer Fernsehserie – Drama
Sela Ward – Noch mal mit Gefühl (Once and Again)
- Jessica Alba – Dark Angel
- Lorraine Bracco – Die Sopranos (The Sopranos)
- Amy Brenneman – Für alle Fälle Amy (Judging Amy)
- Edie Falco – Die Sopranos (The Sopranos)
- Sarah Michelle Gellar – Buffy – Im Bann der Dämonen (Buffy the Vampire Slayer)
- Lauren Graham – Gilmore Girls

### Beste Fernsehserie – Musical/Komödie
Sex and the City
- Ally McBeal
- Frasier
- Malcolm mittendrin (Malcolm in the Middle)
- Will & Grace

### Bester Darsteller in einer Fernsehserie – Musical/Komödie
Kelsey Grammer – Frasier
- Ted Danson – Becker
- Eric McCormack – Will & Grace
- Frankie Muniz – Malcolm mittendrin (Malcolm in the Middle)
- Ray Romano – Alle lieben Raymond (Everybody Loves Raymond)

### Beste Darstellerin in einer Fernsehserie  – Musical/Komödie
Sarah Jessica Parker – Sex and the City
- Calista Flockhart – Ally McBeal
- Jane Kaczmarek – Malcolm mittendrin (Malcolm in the Middle)
- Debra Messing – Will & Grace
- Bette Midler – Bette

### Beste Miniserie oder bester Fernsehfilm
Dirty Pictures
- Die Jazz Connection (For Love or Country: The Arturo Sandoval Story)
- Fail Safe – Befehl ohne Ausweg (Fail Safe)
- Nürnberg – Im Namen der Menschlichkeit (Nuremberg)
- USS Charleston – Die letzte Hoffnung der Menschheit (On the Beach)

### Bester Darsteller in einer Miniserie oder einem Fernsehfilm
Brian Dennehy – Death of a Salesman
- Alec Baldwin – Nürnberg – Im Namen der Menschlichkeit (Nuremberg)
- Brian Cox – Nürnberg – Im Namen der Menschlichkeit (Nuremberg)
- Andy García – Die Jazz Connection (For Love or Country: The Arturo Sandoval Story)
- James Woods – Dirty Pictures

### Beste Darstellerin in einer Miniserie oder einem Fernsehfilm
Judi Dench – Die legendären blonden Bombshells (The Last of the Blonde Bombshells)
- Holly Hunter – Zeit der Gerechtigkeit (Harlan County War)
- Christine Lahti – Kandidatin im Kreuzfeuer (An American Daughter)
- Frances O’Connor – Madame Bovary
- Rachel Ward – USS Charleston – Die letzte Hoffnung der Menschheit (On the Beach)
- Alfre Woodard – Holiday Heart

### Bester Nebendarsteller in einer Serie, einer Miniserie oder einem Fernsehfilm
Robert Downey Jr. – Ally McBeal
- Sean Hayes – Will & Grace
- John Mahoney – Frasier
- David Hyde Pierce – Frasier
- Christopher Plummer – American Tragedy
- Bradley Whitford – The West Wing – Im Zentrum der Macht (The West Wing)

### Beste Nebendarstellerin in einer Serie, einer Miniserie oder einem Fernsehfilm
Vanessa Redgrave – Women Love Women (If These Walls Could Talk 2)
- Kim Cattrall – Sex and the City
- Faye Dunaway – Die Nominierung (Running Mates)
- Allison Janney – The West Wing – Im Zentrum der Macht (The West Wing)
- Megan Mullally – Will & Grace
- Cynthia Nixon – Sex and the City

## Miss Golden Globe
Katherine Flynn (Tochter von David Flynn und Jane Seymour)